# CFU Club Shield
CFU Club Shield, även känd som CFU Caribbean Club Shield och tidigare Concacaf Caribbean Club Shield, är Karibiens andra fotbollsturnering, efter Caribbean Club Championship. Turneringen grundades under 2018 som en turnering för klubbar från icke-professionella ligor som jobbar mot den professionella standarden.

## Nationer
Nationer som har möjlighet att sända en representant.

- Amerikanska Jungfruöarna[a]
- Anguilla[a]
- Aruba
- Antigua och Barbuda
- Bahamas[a]
- Barbados
- Bermuda[a]
- Bonaire
- Brittiska Jungfruöarna[a]
- Caymanöarna
- Curaçao
- Dominica
- Guadeloupe
- Franska Guyana
- Grenada[a]
- Guyana
- Kuba
- Martinique
- Montserrat[a]
- Puerto Rico
- Saint Kitts och Nevis
- Saint Lucia
- Saint-Martin
- Sint Maarten
- Surinam
- Turks- och Caicosöarna

## Turneringarna
| År   | Värdnation              | Final                                     | Final                                     | Final                                     | Match om tredjepris                       | Match om tredjepris                       | Match om tredjepris                       |
| År   | Värdnation              | Vinnare                                   | Resultat                                  | Tvåa                                      | Trea                                      | Resultat                                  | Fyra                                      |
| ---- | ----------------------- | ----------------------------------------- | ----------------------------------------- | ----------------------------------------- | ----------------------------------------- | ----------------------------------------- | ----------------------------------------- |
| 2018 | Dominikanska republiken | Franciscain                               | 2 – 1                                     | Inter Moengotapoe                         | Real Rincon                               | 3 – 1                                     | Nacional                                  |
| 2019 | Curaçao                 | Robinhood                                 | 1 – 0                                     | Franciscain                               | Weymouth Wales · Jong Holland             | Match om tredjepris spelades ej.          | Match om tredjepris spelades ej.          |
| 2020 | Curaçao                 | Inställd på grund av coronaviruspandemin. | Inställd på grund av coronaviruspandemin. | Inställd på grund av coronaviruspandemin. | Inställd på grund av coronaviruspandemin. | Inställd på grund av coronaviruspandemin. | Inställd på grund av coronaviruspandemin. |
| 2021 | Curaçao                 | Inställd på grund av coronaviruspandemin. | Inställd på grund av coronaviruspandemin. | Inställd på grund av coronaviruspandemin. | Inställd på grund av coronaviruspandemin. | Inställd på grund av coronaviruspandemin. | Inställd på grund av coronaviruspandemin. |
| 2022 | Puerto Rico             | Bayamón                                   | 2 – 1 (e.f.)                              | Inter Moengotapoe                         | Gosier                                    | 2 – 0                                     | Jong Holland                              |
| 2023 | Saint Kitts och Nevis   | Robinhood                                 | 5 – 1                                     | Golden Lion                               | Club Sando                                | 6 – 1                                     | Metropolitan                              |

## Anmärkningslista
1. 1 2 3 4 5 6 7  Nationen har aldrig sänt ett klubblag till  Caribbean Club Shield.